# ب‌ام‌و ام۴
ب‌ام‌و ام۴ (انگلیسی: BMW M4) یک نسخه تقویت شده از ب‌ام‌و سری ۴ است که توسط شرکت ب‌ام‌و ام عرضه می‌شود. این خودرو با توجه به شیوه کدگذاری ب‌ام‌و (عدد فرد برای خودروی خانواده و عدد زوج برای خودروی اسپرت) جانشین مدل ب‌ام‌و ام۳ کوپه حساب می‌گردد. تغییرات ام۴ نسبت به سری۴ شامل موتور قدرتمند با توربوی دوگانه، بهبود بدنه، آیرودینامیک بهتر، تغییرات ظاهری با (نصب کیت بدنه ب‌ام‌و ام)، کاهش وزن قابل توجه، بهبود سیستم تعلق و ترمز و استفاده گسترده از فیبر کربن در بدنه خودرو.

## ام۴ اف۸۲/اف۸۳
در تاریخ ۲۵ سپتامبر ۲۰۱۳، مشخصات فنی ام۴ ک به موتور شش سیلندر خطی S55B30T0 مجهز بود توسط ب‌ام‌و منتشر شد. این موتور تماماً با موتورهای مورد استفاده در تمامی نسخه‌های ب‌ام‌و سری ۴ معمولی متفاوت است و به‌طور اختصاصی برای ام۳ و ام۴ جدید طراحی شده و محدوده قرمز آن در دور موتور ۷۶۰۰ تا ۷۸۰۰ است که در نوع خود قابل توجه است.